# Arthur Mayeur
Pour les articles homonymes, voir Mayeur.
Arthur Mayeur, né le 6 mai 1871 à Bouvigny-Boyeffles et mort le 22 avril 1934 à Paris, est un graveur français.

## Biographie
Dans sa jeunesse, il fréquente les ateliers de deux peintres de Courrières, Jules et Émile Breton, auxquels il doit en partie sa vocation d'artiste. Il entre à l'école des beaux-arts de Lille dès 1888, où il suit jusque 1892 les cours de dessin de Pharaon de Winter et les cours de gravure d'Alphonse Leroy. En 1892, il rejoint les beaux-arts de Paris, et se forge une expérience à l'atelier de Jules Jacquet pendant quatre ans. En 1896, il quitte la France pour se perfectionner à la villa Médicis de Rome et gagne le Grand Prix de Rome en gravure en 1894 et 1896.
Il devient illustrateur pour la Gazette des beaux-arts de 1901 à 1910, et pour la Revue de l'Art ancien et moderne de 1904 à 1910. Dans le même temps, sa notoriété lui vaut d'être nommé en 1906 membre de la Commission des Monuments historiques.
Cet amoureux du patrimoine consacre plusieurs eaux-fortes, dessins et gravures aux villes de l'Artois ruinées par les combats de la Grande Guerre, représentant notamment les ruines d’Arras. Après la guerre, en 1921, il devient président de l'association française des artistes graveurs au burin.
Il est nommé chevalier de la Légion d'honneur le 11 août 1931. Il choisit alors pour parrain le sénateur Henri Elby, directeur des mines de Bruay.
Arthur Mayeur meurt le 22 avril 1934 dans le 14e arrondissement de Paris.